# Bécassine du Japon
Gallinago hardwickii
Espèce
Statut de conservation UICN

 LC  : Préoccupation mineure
La Bécassine du Japon (Gallinago hardwickii) est une espèce d'oiseaux appartenant au groupe des limicoles et à la famille des Scolopacidae.

## Description
Cet oiseau mesure de 28 à 30 cm de longueur. Il présente un aspect massif pour une espèce appartenant au genre Gallinago.

## Répartition
Cet oiseau peuple Sakhaline et l'archipel japonais ; il hiverne en Papouasie-Nouvelle-Guinée et à travers l'Est de l'Australie